# Alumni Cantabrigienses
Alumni Cantabrigienses: A Biographical List of All Known Students, Graduates and Holders of Office at the University of Cambridge, from the Earliest Times to 1900 ist der Titel eines biographischen Nachschlagewerks, das alle ehemaligen Studenten (Alumni), Dozenten und Amtsträger der Universität Cambridge bis zum Jahr 1900 erfasst. Das Projekt wurde vom Philosophen und Mathematiker John Venn um 1900 in Angriff genommen, der jedoch 1923 ein Jahr nach dem Erscheinen der ersten beiden Bände verstarb; sein Sohn John Archibald Venn übernahm darauf die Herausgeberschaft. Bis 1954 erschienen im universitätseigenen Verlag (Cambridge University Press) insgesamt 10 Bände, die Einträge zu rund 130.000 Personen umfassen.
Insbesondere die späteren Bände sind bis heute ein Standardwerk der englischen Genealogie und Biographie. Für die Zeit des Mittelalters ist es indes von A. B. Emdens Biographical Register of the University of Cambridge to 1500 (1963) abgelöst worden. Seit einigen Jahren betreibt die Universität Cambridge zudem das Projekt ACAD (A Cambridge Alumni Database), eine auch online verfügbare Datenbank aller einstigen Studenten einschließlich der Frauencolleges Girton College und Newnham College, die erst 1947 als vollwertige Colleges der Universität anerkannt wurden; die von den Venns begonnenen Einträge wurden so im Laufe der Zeit um zehntausende Addenda und Errata angereichert.

## Übersicht über alle Bände
Aufgenommen wurden die Beiträge aus folgenden 10 Bänden:
- Part I: From the Earliest Times to 1751.
  - Band 1: Abbas – Cutts – Internet Archive, 1922.
  - Band 2: Dabbs – Juxton – Internet Archive, 1922.
  - Band 3: Kaile – Ryves – Internet Archive, 1924.
  - Band 4: Saal – Zuinglius – Internet Archive, 1927.
- Part II: From 1752 to 1900.
  - Band 1: Abbey – Challis – Internet Archive, 1940.
  - Band 2: Chalmers – Fytche – Internet Archive, 1944.
  - Band 3: Gabb – Justamond – Internet Archive, 1947.
  - Band 4: Kahlenberg – Oyler – Internet Archive, 1951.
  - Band 5: Pace – Spyers – Internet Archive, 1953.
  - Band 6: Square – Zupitza – Internet Archive, 1954.